# Karauli
 (juin 2024).
Si vous disposez d'ouvrages ou d'articles de référence ou si vous connaissez des sites web de qualité traitant du thème abordé ici, merci de compléter l'article en donnant les références utiles à sa vérifiabilité et en les liant à la section « Notes et références ».
Ne doit pas être confondu avec Saida Karoli.
Karauli (également orthographié autrefois Karoli ou Kerowlee) est une ville située dans l'État indien du Rajasthan. La ville est le centre administratif du district de Karauli, et était autrefois la capitale de la principauté de Karauli.
Selon le recensement de l'Inde de 2011, la ville compte une population de 82 960 habitants.